# Schweizer Fernsehen

Logo bis 2012

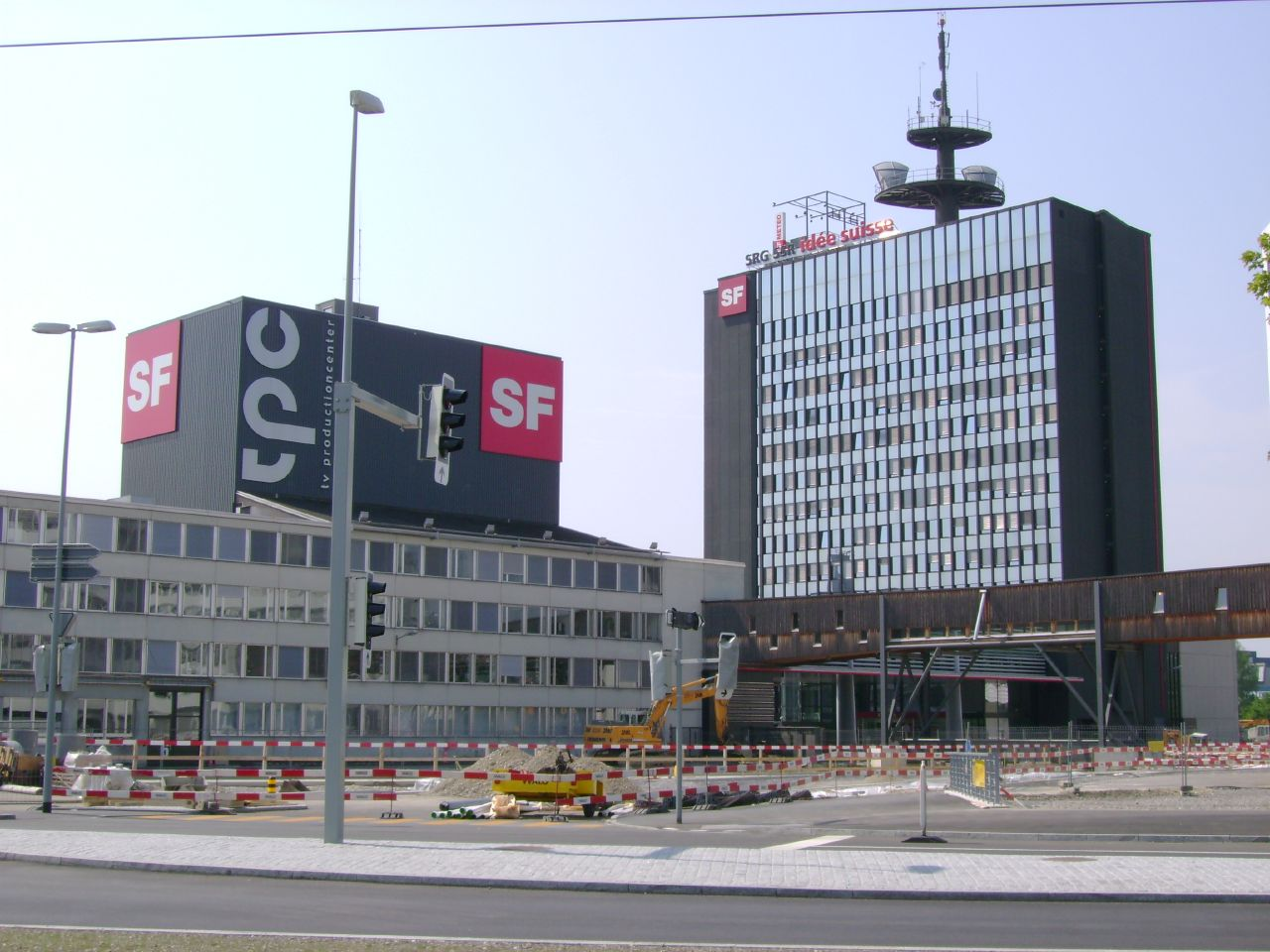
Blick auf den Gebäudekomplex mit den Fernsehstudios. Am 28. Februar 2011 wurde das Logo des SF vom Gebäude entfernt und durch das des SRF ersetzt.

Das Schweizer Fernsehen (SF) war das öffentlich-rechtliche Fernsehen der Deutschschweiz und der rätoromanischen Schweiz. Es fusionierte am 1. Januar 2011 mit dem Schweizer Radio DRS zum neuen Unternehmen Schweizer Radio und Fernsehen (SRF). Am 16. Dezember 2012 wurde die Marke SF im Fernsehen durch SRF ersetzt.
SF war eine Unternehmenseinheit der Schweizerischen Radio- und Fernsehgesellschaft (SRG). Bis 2005 hiess das Programm SF DRS (Schweizer Fernsehen der deutschen und rätoromanischen Schweiz).
Am 1. Januar 2011 gingen Schweizer Fernsehen (SF) und Schweizer Radio DRS in der zusammengelegten Unternehmenseinheit Schweizer Radio und Fernsehen (SRF) auf. Am 16. Dezember 2012 fusionierten Schweizer Fernsehen und Schweizer Radio DRS auch markentechnisch miteinander.
Offiziell war das Schweizer Fernsehen ein privatrechtliches Unternehmen (die SRG stellt einen privatrechtlichen Verein dar), hatte jedoch im Rahmen des Service public durch eine Spezialkonzession des Bundesrates den Charakter einer öffentlich-rechtlichen Anstalt.
Das Unternehmen betrieb zuletzt drei Fernsehprogrammkanäle: SF 1 (2011: 20,6 % Marktanteil), SF zwei (6,5 %) und SF info. RTL liegt mit 7,3 % Marktanteil auf dem zweiten Platz.
Die Studios des Schweizer Fernsehens befanden sich seit den 1970er-Jahren im Gebiet am Leutschenbach im Norden Zürichs. Der Begriff «Leutschenbach» wurde von den Deutschschweizern oft metonymisch für das Unternehmen verwendet.

## Geschichte
Nachdem es bereits 1939 erste öffentliche Fernsehversuchsdemonstrationen anlässlich der Landesausstellung 1939 gegeben hatte, sendete die SRG ab 1953 an fünf Abenden pro Woche ein rund einstündiges Programm als eine Art Fernseh-Versuchsbetrieb aus dem Studio Bellerive im Zürcher Seefeld-Quartier.
Da ein gesellschaftlicher und kulturpessimistischer Druck vorhanden war, kein Geld des Radios zu verwenden, wurde ab Ende 1954 die Ausstrahlung von Werbung in Erwägung gezogen. Im Jahr 1958 wurde eine für zehn Jahre oder alternativ bis zum Erreichen von 180'000 Konzessionären gültige Vereinbarung mit dem Schweizerischen Zeitungsverlegerverein getroffen, bei der Ausstrahlung von Fernsehsendungen auf Werbung zu verzichten. Im Gegenzug bezahlten die Verleger dem Fernsehen zwei Millionen Franken jährlich. Der Druck der Werbekunden war gross, mit der schon 1961 erreichten Anzahl Konzessionäre den Vertrag zu beenden. 1964 wurde die AG für das Werbefernsehen gegründet, in welcher die Verleger 40 Prozent hielten und Wirtschaftsverbände den Rest; pro Tag waren 13 Minuten Werbung erlaubt, und am 1. Februar 1965 wurde erstmals Werbung ausgestrahlt. Teil des Übereinkommens war auch der weiterhin werbefrei zu betreibende Radiobereich. Unterbrecherwerbung wurde 1992 erlaubt, und seit 1998 gilt das bis dahin bestehende Werbeverbot an Sonn- und Feiertagen nicht mehr.
Der reguläre Sendebetrieb in deutscher und französischer Sprache wurde 1958 aufgenommen. Fernsehsendungen in italienischer Sprache wurden 1961 eingeführt.
1963 war die Ausstrahlung der ersten rätoromanischen Fernsehsendung. 1968 wurde das Farbfernsehen eingeführt.
Die Kritik an der Gestaltung des Fernsehprogramms erreichte zu Beginn der 1970er-Jahre einen Höhepunkt, als Mitglieder der Schweizerischen Fernseh- und Radiovereinigung um den Berner Historiker und Politiker Walther Hofer gegen die «politische Linkslastigkeit» der Berichterstattung kämpften.
1974 wurde zum ersten Mal das Konsumentenmagazin Kassensturz ausgestrahlt.
Die 1982 lancierte SRG Sportkette entlastete das Hauptprogramm von den immer zahlreicher übertragenen Sportereignissen.
1984 ging der mit dem deutschen ZDF und dem österreichischen ORF betriebene Kulturkanal 3sat auf Sendung. Im gleichen Jahr startete auch der Schweizer Teletext.
Im Jahr 1997 ging der Sender SF 2 auf Sendung, gleichzeitig wurde die erste Senderkette von SF DRS in SF 1 umbenannt. Im Jahr 1999 startete SF info als Versuchsbetrieb im Grossraum Zürich, seit der Konzessionierung 2001 wird der Sender in der gesamten Deutschschweiz ausgestrahlt. 1998 kam es zu einem Betrug in der Sendung «Risiko»: Ein Kandidat erschlich sich 95'000 Franken, da er die zu beantwortenden Fragen bereits kannte.
Ende Januar 2003 wurde im Engadin der DVB-T-Testbetrieb gestartet, dann folgten das Tessin und die Genferseeregion. Mitte Mai 2005 wurde die Produktion von PALplus-Sendungen eingestellt. SF DRS erhielt am 5. Dezember 2005 den neuen Namen SF Schweizer Fernsehen. Der Sender SF 2 hiess neu SF zwei. Die Nachrichtensendungen Tagesschau und 10vor10 erhielten ein neues Dekor. Die Wettersendung Meteo, die Diskussionssendung Der Club sowie das Informationsmagazin Rundschau folgten bis zum Sommer 2006.
Seit Sommer 2006 werden Sportveranstaltungen nur noch in 16:9 übertragen. Seit 1. Dezember 2007 werden die in 16:9 aufgenommenen Sendungen komplett in 16:9 anamorph ausgestrahlt und nicht mehr in 4:3-Letterbox konvertiert. Im Oktober 2007 wurde der Aufbau des DVB-T-Netzes in der Schweiz abgeschlossen.
Seit Dezember 2007 sendete die SRG (SF, TSR, RSI) das HDTV-Programm HD suisse. HD suisse wurde im Format 720p50 gesendet und zeigte ausschliesslich Sendungen in nativem HD (Filme, Sport, Opern etc.). Das Programm wurde über den Nachrichtensatelliten Eutelsat Hot Bird 8 ausgestrahlt und konnte auch im Kabelnetz der UPC Schweiz empfangen werden, ebenso über Swisscom-TV.
Seit dem 29. Februar 2012 werden SRF 1 und SRF zwei im HDTV-Betrieb ausgestrahlt. Der Gemeinschaftssender HD Suisse wurde dadurch überflüssig und am 31. Januar 2012 eingestellt.

## Programme

### Eigene Sender
Das Schweizer Fernsehen betrieb drei Fernsehsender:
- SF 1 (1997–2012, 1993–1997: SF DRS, 1953–1993: DRS)
- SF zwei (2005–2012, 1997–2005: SF 2, Vorgängerkanal 1993–1997: Schweiz 4, S Plus)
- SF info (1999–2012)

PresseTV hatte eine eigene Sendekonzession für Programme auf SF zwei und SF info (heute auf SRF zwei und SRF info). Das Radio e Televisiun Rumantscha (RTR) strahlte seine Sendungen in rätoromanischer Sprache wie Telesguard (Tagesschau), Cuntrasts und die Istorgia da buna notg (Gutenacht-Geschichte) über SF 1 (heute SRF 1) aus.

### Kooperationen
SF betrieb gemeinsam mit ARD, ZDF und ORF das Fernsehprogramm 3sat. Im Nachrichten- und Unterhaltungsbereich arbeitete SF eng mit ARD und ZDF zusammen. SF lieferte auch einzelne Programme für das deutsch-französische Kulturprogramm arte.
SF beteiligte sich an mehreren Eurovisions-Sendungen, insbesondere im Bereich volkstümliche Musik: SF produzierte mit ARD und ORF den Musikantenstadl und das Open Air Wenn die Musi spielt; auch Aiderbichl, Ein Herz für Tiere und Weihnachten auf Gut Aiderbichl waren Koproduktionen. Beim Grand Prix der Volksmusik wirkte neben SF, ZDF und ORF auch Rai Südtirol mit als Produzent. 2012 stieg das SF aus der bis dahin gemeinsam mit ZDF und ORF produzierten Fernsehshow Wetten, dass..? aus. Aus der seit 1968 mit ZDF und ORF gemeinsamen Fahndungssendung Aktenzeichen XY ungelöst stieg der ORF 2002, das SF 2003 aus.

## Regelmässige bzw. wichtigste Sendungen und Magazine
- 10vor10, Nachrichtenmagazin (Mo–Fr)
- 1 gegen 100, Quizshow (mit Angélique Beldner)
- Arena, Polit-Diskussion
- Club, Diskussionssendung zu gesellschaftlichen Themen
- Controvers, Diskussionssendung zu gesellschaftlichen Themen in rätoromanischer Sprache
- Cuntrasts, Nachrichten- und Dokumentarfilmsendung in rätoromanischer Sprache
- DOK, Dokumentarfilme und Doku-Serien
- ECO, wöchentliches Wirtschaftsmagazin
- Einstein, Wissensmagazin
- 5GEGEN5, Quizshow (mit Sven Epiney)
- Giacobbo/Müller, wöchentliche Late-Night-Show
- glanz & gloria, tägliches People-Magazin
- Horizonte, Dokumentarfilme mit Bildungscharakter
- Kassensturz, Konsumentenmagazin
- Kulturplatz wöchentliches Kulturmagazin seit 2004
- Minisguard, Nachrichtensendung für Kinder in rätoromanischer Sprache
- nachtwach, Call-in-Sendung
- Puls, wöchentliches Gesundheitsmagazin
- Reporter, Reportagen
- Rundschau, wöchentliches Politik- und Wirtschaftsmagazin
- Samschtig-Jass, Jasssendung
- Schawinski, Talk (mit Roger Schawinski)
- Schweiz aktuell, Inland-Nachrichtenmagazin (Mo–Fr)
- SRF bi de Lüt, volkskulturelle Sendungen
- SRF Börse, Nachrichtensendung (Mo–Fr)
- SRF Meteo, tägliche Wettersendung
- SRF Sport, Sportsendungen
- SRF Spezial, Format zu speziellen Anlässen und im Sommerprogramm
- Tagesschau, tägliche Nachrichtensendung
- Sport aktuell, tägliches Sportmagazin
- Sternstunde Philosophie – Sternstunde Religion – Sternstunde Kunst, Gesprächsmagazine
- Svizra Rumantscha, rätoromanisches Wochenmagazin
- Telesguard, rätoromanische Nachrichtensendung (Mo–Sa)
- Total Birgit, Comedy-Serie (mit Birgit Steinegger)

## Ehemalige Sendungen
- al dente, Kochsendung (mit Sven Epiney)
- Benissimo, Unterhaltungssendung (mit Beni Thurnheer)
- Deal or No Deal, Spielshow
- Tobias, Sitcom
- Fascht e Familie, Sitcom
- Hits a’ go go
- Karussell, Vorabendmagazin
- konsum.tv
- Leben live, wöchentliches Gesellschaftsmagazin
- Lüthi und Blanc, Soap über eine Schweizer Dynastie von Schokoladefabrikanten
- Menschen Technik Wissenschaft, Wissensmagazin
- Quer (SF), Infomagazin
- Das Spielhaus, Kindermagazin
- Tag und Nacht, Ärzte-Soap
- Teleboy, Unterhaltungsshow
- Time Out, Sportsendung
- Fertig lustig, Sitcom
- Mannezimmer, Sitcom

## Online-Angebote
- Umfangreiche Nachrichtenplattform der Tagesschau
- Zahlreiche Sportmeldungen
- Eigenproduktionen und teilweise auch eingekaufte Produktionen als Video-on-Demand im SRF-Videoportal
- Video-Podcasts zu zahlreichen Sendungen
- Umfangreiches Fernsehprogramm, das nicht nur das Programm des SRF, sondern auch das vieler anderer deutschsprachiger Fernsehsender zeigt

## Quasi-Monopol und Kritik
Die SRG ist eine Anstalt mit komplexer Struktur. Sie finanziert ihre Radio- und Fernsehprogramme überwiegend aus Gebührengeldern, die ab 2019 von der Serafe eingezogen werden. Das Schweizer Recht lässt zwar private Fernsehsender zu; das Radio- und Fernsehgesetz verschafft jedoch der SRG eine so starke Stellung, dass sich ernsthafte private Konkurrenz bis heute nicht etablieren konnte. Dieses Quasi-Monopol der SRG und ihrer Programme wird – auch wegen der Finanzierung – regelmässig kritisiert. Besonders Medienunternehmer Roger Schawinski hat sich als Kritiker profiliert. Dies führte zu einer Gesetzesänderung, die den Konkurrenten das Recht auf einen Teil der Gebührengelder zusprach.
Inhaltliche Kritik kommt sowohl von links wie von rechts: während rechtsbürgerliche Kreise der Berichterstattung des SRF seit längerer Zeit «linke Tendenzen» vorwerfen, beanstandet die andere Seite neuerdings eine zu starke «Kommerzialisierung» des Programminhalts (z. B. mit Sendungen wie Deal Or No Deal oder wegen des relativ grossen Anteils an Fernsehwerbung), was dem sogenannten «Service-public»-Gedanken widerspreche.

## Konkurrenten
Verschiedene Versuche, überregionale oder landesweite Privatsender zu etablieren, sind gescheitert, etwa TV3 oder Tele24 von Roger Schawinski. Der Spartensender Star TV (Filminformationen) konnte sich halten, EBC-TV (Wirtschaftsnachrichten) nicht. 2004 ging die Privatstation U1 TV (heute: Schweiz 5) überregional auf Sendung, wird aber wenig beachtet. Seit September 2006 sendet das ebenfalls private 3+ schweizerdeutsche Unterhaltung und eingekaufte Formate.

## Kontroversen, Skandale und für Aufsehen sorgende Sendungen
Einige Sendungen lösten öffentliche Debatten aus, führten zu Beschwerden und trugen zur Entwicklung der Medienlandschaft bei. Andere Sendungen sorgten lediglich für Aufsehen. Am 3. Februar 1987 demonstrierte ein Moderator der Tagesschau des Schweizer Fernsehens während der Hauptsendezeit vor laufender Kamera die Verwendung eines Kondoms anhand einer Banane. Er betonte dabei die Bedeutung von Präservativen als wirksamen Schutz vor einer Ansteckung mit dem AIDS-Virus, basierend auf wissenschaftlichen Erkenntnissen.

### 1976–1982: Telearena und der Nachfolger Telebühne
Die Vorgeschichte der Sendereihen lässt sich auf zwei Hauptquellen zurückführen: eine polnische und eine aus der damaligen Abteilung Dramatik des Fernsehens DRS. Die polnische Wurzel geht auf André Kaminski zurück, der 1965 die Sendung „Das Plebiszit des Archimedes“ entwickelte. Diese Sendung bot ein Forum für die Diskussion alltäglicher philosophischer Probleme und kombinierte Theateraufführungen mit anschliessenden Debatten, was zu einem unerwarteten Erfolg führte. Aufgrund der politischen Situation in Polen musste Kaminski 1958 emigrieren und schlug 1969 dem Schweizer Fernsehen vor, das Konzept in der Schweiz fortzuführen. Die zweite Wurzel entstand mit der Leitung von Max Peter Ammann, der die Idee aufgriff, das Konzept an die Schweizer Gegebenheiten anzupassen. Anstatt eines Plebiszits sollte eine Diskussion im Studio stattfinden, um das Publikum aktiv einzubeziehen. Trotz anfänglicher Skepsis und der Überzeugung, dass die Schweizer nicht öffentlich diskutieren würden, wurde die Telearena als Experiment ins Leben gerufen, um Theater näher an die Menschen zu bringen und lebhafte Diskussionen zu fördern.
Die dritte Ausgabe der Telebühne vom 2. Juli 1980 mit dem Stück "Antigone" und dem Thema "Widerstand gegen die Staatsgewalt" führte zu einem beispiellosen Eklat und dem ersten Abbruch einer Livesendung in der Geschichte des Schweizer Fernsehens. Die Sendung gewann durch die Opernhaus-Krawalle zusätzliche Brisanz. Eingeladene Gäste wie Erziehungsdirektor Alfred Gilgen und Ernst Cincera wurden zu Zielscheiben der Jugend-Bewegung. Die Kontrolle entglitt dem Moderator Andreas Blum rasch, während die Kommunikationsverweigerung der Protestierenden die Situation verschärfte. Die Situation während der Sendung wurde von den Behörden als sehr ernst eingeschätzt. Dies wird durch Alfred Gilgens Aussage im Nachgang verdeutlicht, wonach der Polizeichef von Oerlikon ihn mit den Worten "Hier kommen Sie nicht mehr lebendig raus" aus der Sendung holte. Rückblickend kann man die Handlungen der Protestbewegung im Kontext der damaligen Zeit besser verstehen. Der Vorfall hat sich als wichtiges Ereignis in der Schweizer Mediengeschichte etabliert.

### 1978: Fernsehfilm Ursula
Die Literaturverfilmung Ursula von Egon Günther aus dem Jahr 1978 beruht auf Gottfried Kellers gleichnamiger Erzählung und sorgte unter anderem aufgrund freizügiger Szenen für einen Skandal.

### 1979: Heroinszene Schweiz
Der Dokumentarfilm "Heroinszene Schweiz" von 1979 zeigte erstmals explizit Drogenkonsum im Schweizer Fernsehen und trug so zur öffentlichen Wahrnehmung der wachsenden Heroinproblematik bei. Die schockierenden Bilder spiegelten die Realität der sich ausbreitenden Drogenszene wider und intensivierten die gesellschaftliche Debatte über Drogenpolitik. Anlässlich des Zürcher Fernsehpreis im Jahre 1980 wurde dem Dokumentarfilm eine besondere Auszeichnung zugesprochen.

### 1980: Herr und Frau Müller
Herr und Frau Müller war das Pseudonym zweier Aktivisten der Zürcher Jugendunruhen, die in der Schweizer Talkshow CH-Magazin vom 15. Juli 1980 auftraten. Die Episode gilt als einer der grössten TV-Skandale in der Deutschschweiz.

### 1981: Demonstranten stürmen Tagesschau Studio
Am 3. Mai 1981 unterbrachen maskierte Demonstranten die Tagesschau-Sendung und präsentierten ein Transparent mit der Aufschrift: Freedom and Sunshine for Giorgio Bellini. Nach einer kurzen Unterbrechung setzte der damalige Moderator Léon Huber die Sendung unbeeindruckt fort.
Dieser Vorfall spiegelt den Geist der Jugendbewegung wider, die im Frühjahr 1981 durch zahlreiche Demonstrationen und Aktionen geprägt war. Nach Krawallen in der Innenstadt am 7. März wurde das AJZ (Autonomes Jugendzentrum Zürich) am 3. April vorübergehend wiedereröffnet, doch die Spannungen ebbten nicht ab. Am 1. Mai störten Aktivisten die Feierlichkeiten zum Tag der Arbeit, gefolgt von einer eskalierenden „Jubiläumsdemo“ am 30. Mai. Auch während des Sommers kam es wiederholt zu Protesten und Sachbeschädigungen, bis das AJZ am 12. Oktober vorübergehend geschlossen wurde. Obwohl es am 24. Dezember erneut öffnete, zerfiel der Betrieb zunehmend.
Im August 1990 sorgte derselbe Léon Huber erneut für einen unwillkürlichen und denkwürdigen Moment im Schweizer Fernsehen, als er am Set jemandem trotzig die Zunge herausstreckte. Nachdem ihm bewusst wurde, dass diese Szene live übertragen wurde, musste er sich kurz sammeln und begann dann, mit verstecktem Lächeln, die Moderation: «Meine Damen und Herren, guten Abend ...».

### 1984: Serie Motel
Die Serie Motel war Gegenstand einer intensiven Berichterstattung, hauptsächlich in der Boulevardzeitung Blick mit Chefredaktor Peter Uebersax. Grund dafür war, dass in der Serie für die damalige Zeit kontroverse Themen gezeigt wurden, wie zum Beispiel Drogenkonsum, Homosexualität und Nacktheit. So zeigte die Serie als erste einen Kuss zwischen zwei Männern sowie Brustwarzen einer Frau am Fernsehen zur Prime-Time. An der Serie wurde im Allgemeinen kritisiert, dass sie einen grauen und traurigen Alltag zeige.

### 1986: TV-Auftritt Dieter Roths im "Ziischtigs-Club"
Am 7. Januar 1986 sorgte der Künstler Dieter Roth durch sein Verhalten in der Schweizer Diskussionssendung Club (bis 2005 offiziell, heute noch umgangssprachlich Zischtigsclub) des Schweizer Fernsehens für einen der bekanntesten TV-Skandale der Schweiz. Thema der spätabendlichen Runde war "Essen oder abnehmen – ein Zielkonflikt nach den Festtagen". Roth, der für seinen provokativen Stil bekannt war, fiel durch alkoholisiertes, respektloses und ausfälliges Verhalten gegenüber Mitdiskutierenden auf. Er unterbrach die Diskussion wiederholt, bediente sich vulgärer Sprache und verliess mehrmals das Set. Die Sendung, in der Roth unter anderem einen Mitgast beschimpfte und sich hemmungslos am Wein bediente, löste eine breite mediale und öffentliche Debatte über die Grenzen des Zumutbaren im Fernsehen aus. Während manche Roths Verhalten als Tabubruch und erfrischende Provokation betrachteten, wurde von anderer Seite eine mangelnde Kontrolle durch die Redaktion kritisiert. Der Vorfall führte zu Entschuldigungen seitens der SRG, aber auch zur Verteidigung des künstlerischen Ausdrucks und der Meinungsfreiheit. Roth selbst kommentierte den Abend später lakonisch als Ausdruck seiner Persönlichkeit.
Während der Liveübertragung hatte Roth eine Flasche Weisswein geschwenkt und erklärt, er esse alles, worauf er Lust habe. Der anwesende Arzt Frédéric Belser deutete dies als Ausdruck einer "Psychologie des Adipösen". Roth reagierte darauf mit der Bemerkung "Wird nicht frech, du tumme Siech" und verliess zwischenzeitlich die Diskussion mit den Worten "I muess go seiche".

### 2000: Neujahrsansprache Bundespräsident Adolf Ogi (SVP)
Die Neujahrsansprache von Bundespräsident Adolf Ogi im Jahr 2000 vor dem Lötschbergtunnel in Kandersteg erregte durch ihre Inszenierung mit einem kleinen Tannenbaum und der verschneiten Umgebung besondere Aufmerksamkeit beim Fernsehpublikum. Ogis Vortrag, der durch einen dringlichen Duktus und das Ablesen vom Teleprompter gekennzeichnet war, führte dazu, dass die visuelle Kulisse und der Vortragsstil stärker in Erinnerung blieben als der konkrete Inhalt der Rede.

### 2004: Nachvertonung eines Mirage-Absturzes
Im Jahr 2004 veröffentlichte das Schweizer Fernsehen in der Dokumentation "Schweizer Kampfjets. Filz, Skandale, Abstürze" bisher unter Verschluss gehaltene Archivaufnahmen eines Mirage-Absturzes aus dem Jahr 1977. Die tonlosen Originalaufnahmen wurden mit nachträglich hinzugefügten Geräuschen und Knalleffekten versehen, um den Absturz dramatischer wirken zu lassen – ohne dies jedoch transparent zu machen. Der Filmautor Fritz Muri erläuterte, dass das Nachvertonen von Archivaufnahmen in Dokumentarfilmen eine übliche Praxis sei, um dem Zuschauer ein möglichst realistisches Erlebnis zu bieten. Kritiker, darunter der Präsident des Schweizer Presserats, bewerteten das Vorgehen als problematisch, da eine solche Manipulation ohne klare Kennzeichnung die Glaubwürdigkeit gefährde. Parallel sorgte die Berichterstattung der Nachrichtensendung "10 vor 10" für Kontroversen, als zu Beginn der Sendung fälschlicherweise suggeriert wurde, der damalige Armeechef Christophe Keckeis sei Pilot eines der verunglückten Flugzeuge gewesen. Tatsächlich war Keckeis als Fotograf und Passagier an Bord eines Mirage-Doppelsitzers. Ein Anruf von Keckeis’ Sprecher führte dazu, dass in der Sendung "10 vor 10", eine nachträgliche Berichtigung ausgestrahlt wurde. Der Chefredaktor des Schweizer Fernsehens, Ueli Haldimann, räumte ein, dass die anfängliche Formulierung missverständlich gewesen sei, lobte aber die rasche Reaktion und Klarstellung. Die Debatte unterstrich die Wichtigkeit von sorgfältiger Recherche und transparenter Kommunikation bei der Berichterstattung über sensible historische Ereignisse.